# Faule
Faule är en ort och kommun i provinsen Cuneo i regionen Piemonte i Italien. Kommunen hade 488 invånare (2018).